# Jugendarbeitsschutzuntersuchung
Die Jugendarbeitsschutzuntersuchung ist ein Bestandteil des Jugendarbeitsschutzgesetzes (JArbSchG) in Deutschland. Sie dient dem Schutz der Gesundheit von Jugendlichen und soll sicherstellen, dass diese nur Tätigkeiten ausüben, die ihrer körperlichen und geistigen Entwicklung angemessen sind. Sie soll dadurch Spät- und Dauerschäden vermeiden. Sie ist für alle Jugendlichen verpflichtend, die vor der Volljährigkeit eine Berufsausbildung oder eine berufliche Tätigkeit beginnen. Ohne dass dem Arbeitgeber eine solche Bescheinigung vorliegt, darf er den Jugendlichen nicht beschäftigen. Ausnahmen gelten für ein nur geringfügiges Beschäftigungsverhältnis oder eine nicht länger als zwei Monate dauernde Beschäftigung mit leichten Arbeiten.

## Inhalte der Untersuchung
Die rechtliche Grundlage für die Jugendarbeitsschutzuntersuchung bildet das Jugendarbeitsschutzgesetz (JArbSchG), insbesondere die §§ 32 bis 46, und die Jugendarbeitsschutzuntersuchungsverordnung (JArbSchUV).
Inhalt der ärztlichen Untersuchung ist die Beurteilung, ob die Gesundheit oder die Entwicklung des Jugendlichen durch die Ausführung bestimmter Arbeiten oder durch die Beschäftigung während bestimmter Zeiten gefährdet wird. Außerdem soll der Bedarf von der Gesundheit dienenden Maßnahmen, insbesondere bezüglich des Impfstatus bestimmt werden. 
Die Untersuchungen werden von approbierten Ärzten durchgeführt. Die Kosten trägt laut Gesetz (§ 44 JArbSchG) das jeweilige Bundesland, in z. B. Bayern 23,31 Euro. Sie sind kein Bestandteil der Leistungen der gesetzlichen Krankenkassen. Für die Familie des Jugendlichen sollen keine Kosten entstehen. 
Der Arzt hat eine für den Arbeitgeber bestimmte Bescheinigung darüber auszustellen, dass die Untersuchung stattgefunden hat und darin die Arbeiten zu vermerken, durch deren Ausführung er die Gesundheit oder die Entwicklung des Jugendlichen für gefährdet hält.
Gegebenenfalls kann der Arzt dem Arbeitgeber so anzeigen, welche Arbeiten (z.B: überwiegendes Stehen, Gehen oder Sitzen oder Heben) zu vermeiden sind. Auch Arbeiten im Bücken, mit erhöhter Absturzgefahr, Lärmbelastung oder mit bestimmter chemischer oder physikalischer Belastung können dem Jugendlichen verboten werden. 

### Nachuntersuchung
Ein Jahr nach Aufnahme der ersten Beschäftigung hat sich der Arbeitgeber die Bescheinigung eines Arztes darüber vorlegen zu lassen, dass der Jugendliche nachuntersucht worden ist. Der Arbeitgeber soll den Jugendlichen auf Zeitpunkt und Notwendigkeit der Nachuntersuchung hinweisen.
Weitere Nachuntersuchungen können erforderlich sein, wenn der Arzt bei der Erstuntersuchung festgestellt hat, dass ein Jugendlicher hinter dem seinem Alter entsprechenden Entwicklungsstand zurückgeblieben ist, oder gesundheitliche Schwächen oder Schäden vorhanden sind.

## Kritik
Die in den Ländern gezahlten ärztlichen Honorare wurden größtenteils seit den 1970ern nicht erhöht und tragen so aus ärztlicher Sicht nicht mehr die Kosten für diese Untersuchung und den damit verbundenen Verwaltungs- und Dokumentationsaufwand. Oftmals wird daher der 3,47-fache Steigerungssatz der GOÄ zugrunde gelegt.